# توماس اف. بیرد جونیور
توماس اف. بیرد جونیور (به انگلیسی: Thomas F. Bayard, Jr.) سناتور سابق عضو حزب ویگ بود. وی در سال ۱۹۲۲ تا ۱۹۲۹ میلادی سناتور ایالت دلاویر در سنای ایالات متحده آمریکا بود.